# Saroo Brierley

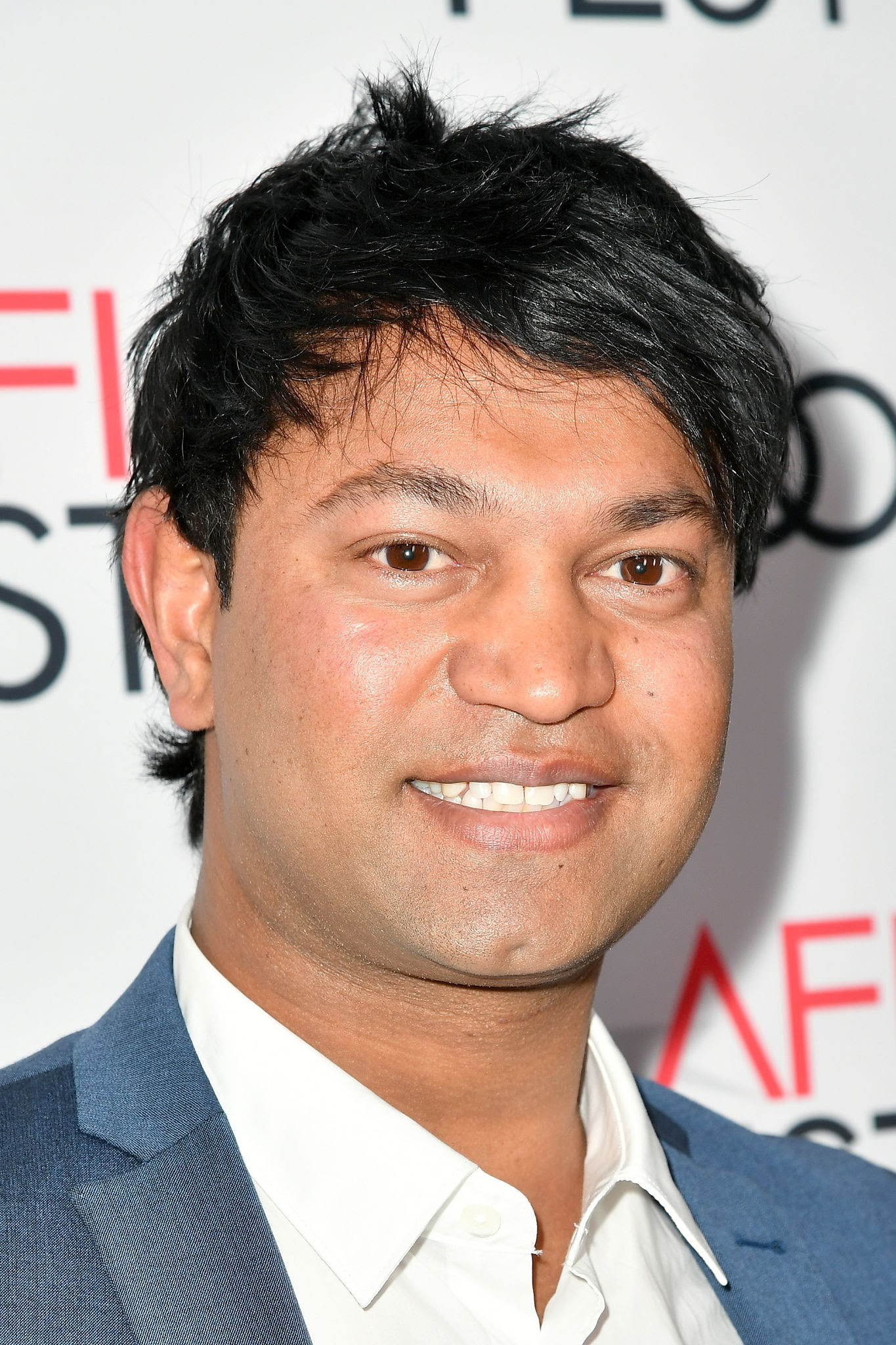
Saroo Brierley (2020)

Saroo Brierley (* 1981 in Khandwa, Indien, geboren als Sheru Munshi Khan) ist ein australischer Schriftsteller, der nach seiner Adoption in Tasmanien lebte und 2014 seine eigene Lebensgeschichte als Buch veröffentlichte, die mehrfach zum Gegenstand der Medienberichterstattung wurde. Der Film Lion – Der lange Weg nach Hause von Garth Davis greift diese Geschichte auf, in dem Sunny Pawar und Dev Patel in der Rolle von Saroo Brierley zu sehen sind.

## Leben
Saroo Brierley wurde 1981 als Sheru Munshi Khan in Khandwa geboren. 1986, als er fünf Jahre alt war, schlief er versehentlich in einem Zug ein und erwachte etwa 14 Stunden später in der ihm fremden Stadt Kalkutta. Dort hielt er sich zunächst wochenlang mit Bettelei über Wasser und lebte auf der Straße, bis er in ein Waisenhaus kam. Weil er weder den Namen der Stadt wusste, aus der er stammte, noch einen Familiennamen nennen konnte, wurde der Junge zur Adoption freigegeben. Das Ehepaar, das ihn adoptierte, lebte in Tasmanien, wohin es ihn mitnahm.
Brierley, der noch heute in der Firma seiner Adoptiveltern arbeitet, fing als Erwachsener an, mithilfe von Google Earth nach seiner früheren Heimat zu suchen. Er suchte die Aufnahmen von ganz Indien nach Anhaltspunkten ab und berechnete schließlich, wie weit er in jener Nacht wohl gefahren sein könnte, als er in dem Zug eingeschlafen war. Schließlich zog er einen entsprechend weiten Kreis um Kalkutta und kam so nach fünf bis sechs Jahren Suche zu dem Ort Khandwa in Zentralindien. Saroo zoomte in die Karte hinein und erkannte vieles wieder: einen Staudamm südlich der Stadt, die drei Bahnsteige des Bahnhofs, einen Springbrunnen, an dem er als Kind gespielt hatte, und eine Unterführung nördlich des Bahnhofs. Neben Google Earth brachten ihn nach eigenen Aussagen im Verlauf seiner Suche auch YouTube und Facebook weiter.

## Buchveröffentlichung
Nachdem Brierley im Jahr 2012 seine Familie in Indien wiedergefunden hatte, veröffentlichte er 2014 den Roman A Long Way Home, in dem er seine Lebensgeschichte niederschrieb. Das Buch erschien unter dem Titel Mein langer Weg nach Hause auch in deutscher Sprache.

## Rezeption
Der Film Lion – Der lange Weg nach Hause von Garth Davis aus dem Jahr 2016 greift die Erzählung des Buches und somit Brierleys Lebensgeschichte auf. Im Film wird Brierley als Kind von Sunny Pawar und als Erwachsener von Dev Patel dargestellt.

## Werke
- Mein langer Weg nach Hause (Originaltitel A Long Way Home), Ullstein, 2014, ISBN 978-3-548-37647-9.